# Fret noise
Fret noise (dosłownie: hałas progowy) - zazwyczaj niepożądany efekt dźwiękowy uzyskiwany na progowych instrumentach strunowych wywołany "brzęczeniem" strun stykających się z progiem. 
Może być wywołany zbyt słabym dociśnięciem struny do gryfu, rzadziej dociśnięciem struny w złym miejscu w stosunku do ułożenia progów, zbyt energicznym szarpaniem strun lub nieprawidłowym ich tłumieniem.
Przykładem celowego wykorzystania efektu fret noise'u jest gra basisty zespołu Korn.